# گراند بورگ
گراند بورگ (به اسپانیایی: Grand Bourg) شهری در کشور آرژانتین، استان بوئنوس آیرس است که در سال ۲۰۰۹ میلادی، حدود ۸۵٬۱۸۹ نفر جمعیت داشته است.